# Nina Pelea
Nina Peleaは、2019年4月から活動している日本の歌手・アイドルであるCoco海里によるセルフプロデュースソロプロジェクト。活動開始時の所属事務所はプリュだが2021年よりフリーとなる。前身ユニット『Dear L mana』からソロ活動に転向した。2020年以降はM!SATO名義で他のアーティストへの楽曲、詩の提供なども行っており、詩の提供をしていたFloreRisa-フロレリーサ-のプロデューサーもつとめていた。

## 概要
「Dear L mana」のメンバー兼プロデューサー・Coco海里が、2019年春にスタートさせた「戦う女の子」をコンセプトとするソロアイドルプロジェクト。
「あえてダンスを少なくボーカルを多めにして、歌そのものを聴かせることにこだわる」スタイルを特徴とする。
Nina Peleaとしての楽曲だけでなく、Dear L manaでの楽曲をソロ体制用にアレンジ、リミックスした楽曲も持ち歌とする。Dear L manaが大変台湾での人気が高く多くの現地公演を行っていたこともあり、Nina Peleaもデビュー直後から台湾の大型イベントに招聘されたりワンマンツアーの地に台湾を組み込む等している。ファンの呼称はDear L manaに引き続き「ファミリア」

## 略歴
ワンマンライブ、ツアー、主催ライブに関しては後述

### 2019年
- 4月27日 新木場STUDIO COASTにて開催されたアイドルCAMP×GIRLS3 in STUDIO COASTのメインステージにてデビュー、オリジナル曲Nina Peleaの他SHIROTAEとinside my heartのソロverをお披露目。
- 4月30日 川崎クラブチッタにてキミのとなりを再発表。
- 5月6日 新宿ReNYにてHight Gravityお披露目。
- 6月23日 台湾にて未来航路を再発表。
- 7月24日 川崎クラブチッタにて何度もキミの名前を叫ぶをお披露目。
- 8月2日 台北世界貿易センターで開催された第20回台湾漫画博覧会ICHIBAN JAPAN AREA（日本館）に出演[4]。
- 8月27日 1stシングル「NINA PELEA」を発売。オリコンデイリー4位。
- 10月4日 Key studioにて群青シンドロームを再発表。
- 11月23日 AKIHABARA TwinBoxにて原曲のリアレンジverとなる未来航路(ニナペレver)お披露目。

### 2020年
- 1月3日 新宿ReNYにて恋のはじまりをお披露目。
- 11月29日 赤羽ReNYαにてBreak Downをお披露目。

### 2021年
- 1月3日 新宿ReNYにて開催された「ニナペレフェス! ~Coco海里プリュ卒業そして新たなStageへ~」にて所属事務所を退所、フリーとなる。
- 6月3日 新宿ReNYにて「Nina Pelea Coco海里生誕祭〜30歳まだまだアイドル辞めませんっ！」開催。

### 2022年
- 6月8日 新宿ReNYにて「Nina Pelea Coco海里生誕祭 31歳今年もアイドル辞めませんっ！」開催。

## 楽曲
Dear L manaからそのまま引き継いだ楽曲は後述
| 発表順 | 発表日         | 曲名                   | 作曲       | 作詞       | 編曲       | 備考                                           |
| ------ | -------------- | ---------------------- | ---------- | ---------- | ---------- | ---------------------------------------------- |
| 1st    | 2019年4月27日  | Nina Pelea             | 宮川麿     | Coco海里   | 宮川麿     | デビュー曲                                     |
| 2nd    | 2019年5月6日   | High Gravity           | Maro       | shi0ri     |            | ポップンミュージック peaceの初期楽曲として収録 |
| 3rd    | 2019年7月24日  | 何度もキミの名前を叫ぶ | 宮川麿     | Coco海里   | 宮川麿     |                                                |
| 4th    | 2019年11月23日 | 未来航路(ニナペレver)  | TAMATE BOX | TAMATE BOX | TAMATE BOX |                                                |
| 5th    | 2019年11月23日 | 恋のはじまり           |            | Coco海里   |            |                                                |
| 6th    | 2020年04月02日 | 未来への切符           |            |            |            | Sound cloud配信限定楽曲                        |
| 7th    | 2020年11月29日 | Break Down             | 宮川 麿    | M!SATO     |            |                                                |

## ディスコグラフィ

### シングル
|     | リリース      | タイトル   | 規格   | 販売生産番号      | 収録曲 | 備考       |
| --- | ------------- | ---------- | ------ | ----------------- | --- | ---------- |
| 1st | 2019年8月27日 | NINA PELEA | 12cmCD | B07SDKWTWQ（A盤） | 1.NINA PELEA 2.SHIROTAE 3.何度もキミの名前を呼ぶ 4.NINA PELEA -instrumental- 5.SHIROTAE -instrumental- 6.何度もキミの名前を呼ぶ -instrumental- | デビューCD |
| 1st | 2019年8月27日 | NINA PELEA | 12cmCD | B07S86J5WP（B盤） | 1.NINA PELEA 2.SHIROTAE 3.キミのとなり 4.NINA PELEA -instrumental- 5.SHIROTAE -instrumental- 6.キミのとなり -instrumental-                     | デビューCD |

### 主催ライブ
| 開催日        | タイトル                                                      | 会場             | 出演者 | 備考 |
| ------------- | ------------------------------------------------------------- | ---------------- | --- | ---- |
| 2019年5月25日 | Nina Pelea Coco海里生誕ライブ                                 | TwinBoxAKIHABARA | おやすみセカイ、岩瀬唯奈、虹色幻想曲 THE ORIGIN、Lore☆Eternal、戦国アニマル極楽浄土、 Vitamin Kiss、Nina Pelea                                                                 |      |
| 2019年9月23日 | ニナペレフェス！！〜アジアワンマンツアーSpecial〜 1部         | VERSUS東海ホール | 虹色幻想曲 〜プリズム・ファンタジア〜、夢幻のシナリオ、道玄坂上り隊、CANDY GO!GO!、 おやすみセカイ、はっぴメシ、Lore☆Eternal、Nina Pelea                                       |      |
| 2019年9月23日 | ニナペレフェス！！〜アジアワンマンツアーSpecial〜 3部         | VERSUS東海ホール | 虹色幻想曲 〜プリズム・ファンタジア〜」、夢幻のシナリオ、道玄坂上り隊、CANDY GO!GO!、 おやすみセカイ、はっぴメシ、Lore☆Eternal、愛知flavor、名古屋チーム＆SNOWHITE、Nina Pelea |      |
| 2021年1月3日  | ニナペレフェス！！〜Coco海里プリュ卒業そして新たなStageへ〜   | 新宿ReNY         | ハニースパイスRe.、UPローチ、JAPANARIZM、【eN】、テンシメシ、Nina Pelea |      |
| 2021年6月3日  | Nina Pelea Coco海里生誕祭〜30歳まだまだアイドル辞めませんっ！ | 新宿ReNY         | アイドル諜報機関LEVEL7、虹色幻想曲〜プリズム･ファンタジア〜、JAPANARIZM、 テンシメシ໒꒱、UPローチ、elseed、Nina Pelea                                                          |      |
| 2022年6月8日  | Nina Pelea Coco海里生誕祭〜30歳まだまだアイドル辞めませんっ！ | 新宿ReNY         | ハニースパイスRe.、JAPANARIZM、UPローチ、テンシメシ໒꒱、虹色幻想曲 〜プリズム・ファンタジア〜、 ai*ai、FloreRisa-フロレリーサ-、桜井まあか、横山なつみ、Nina Pelea             |      |

2020年5月3日に「Nina Pelea Coco海里生誕祭」が開催予定であったが新型コロナウイルス流行による緊急事態宣言の延長に伴い延期された。

### アコースティック単独ライブ
| 開催日         | タイトル                                | 会場      | 備考 |
| -------------- | --------------------------------------- | --------- | ---- |
| 2020年9月20日  | Nina Peleaアコースティック単独公演      | 原宿RENON |      |
| 2020年12月12日 | Nina Peleaアコースティック単独公演vol.2 | 原宿RENON |      |

## 詞の提供
- シャニムニ•フロンティア(祭nine.)
- やったれ我が人生(祭nine.、フジテレビ系ドラマ最高のオバハン中島ハルコ主題歌)
- トキメキ☆UPローチ(UPローチ)
- UP×DATE(UPローチ)
- キミ依存♡シンドローム(UPローチ)
- ドキドキLOVE(UPローチ)
- テノナルホウヘ(UPローチ)
- DAN!DAN!ドリーマー(上月せれな、アニメ爆丸アーマードアライアンスED)
- もっとぎゅっと、キミと(テンシメシ)
- わがままパルフェ(テンシメシ)
- 拗らせ♡チョコレート(テンシメシ)
- change the new world(8WIZARD)
- Shall We Kiss?(ボイメンエリア研究生10代選抜ユニット【キラキラ★選抜隊】)
- 好きだよSunshine(イケてるハーツ)
- 踊れマスカレード(MeltnooM)
- ＃はぴちゅ(elsy)
- 君恋Days(elseed)
- 未来☆クロニクル(elseed)
- よくばり My love(elseed)
- キミはいま、どうしていますか?(elseed)
- 未完成Victory(FloreRisa-フロレリーサ-)
- 不器用コンパス(FloreRisa-フロレリーサ-)
- スキラブ(RUN WiTH YOU)
- ドキ☆パレ(RUN WiTH YOU)
- 約束Only you(LOVE SPEARS)
- キミとボクの未来図(LOVE SPEARS)
- 恋してシンデレラ(♯ビビデビート♭)
- イジワル♡ナツイロ(♯ビビデビート♭)
- 幻想マーメイド(♯ビビデビート♭)
- 未来エモーション(欲バリセンセーション)
- Future(553)
- スキ≒ペア(ハニースパイスRe.)
- ズルいよジェラシー(ハニースパイスRe.)
- 永遠モーメント(桜井まあか)
- キミだけ、リマインド(要英玲羽)
- 運命シグナル(要英玲羽)
- 青春Restart(キミと永遠に-キミトワ-)
- キミ色、独り占め。(キミと永遠に-キミトワ-)
- 反論ジェネラリー(キミと永遠に-キミトワ-)
- つよがりメランコリック(Loulpuchouchou)
- Never End(さとみ (すとぷり))
- 嫌いになれない。(朝倉もも)
- 瞬間メモリアル(【eN】)
- スキスキ♡CHU意報(メリーパレード)
- この夏、ボクは恋を知った。(メリーパレード)
- 水色Everyday(世良あさ)
- 必然アポストロフィ(アポストロフィ)
- 約束の場所(ヒトノユメ)
- 気づいた想い(愛未莉叶)
- Death or Change(RЁSELA)
- 新世界パラドックス(RЁSELA)
- 古今東西(RЁSELA)

## 楽曲の提供
- 轟け、獅子太鼓(祭nine.、日本テレビスッキリ2020年11月エンディングテーマ)
- 恋してアビラゼ!(祭nine.)
- 秘密インシデント(≠ME)
- Do-Dah-Dah(BOYS AND MEN)
- 恋華火(BMK)

## ラジオ番組
Nina Peleaのウナアビタシオン(下北FM)

## Dear L mana
それまで在籍していたアイドルグループを同時に卒業した姉のCoco海里と妹の胡桃奈々が2016年11月に結成したリアル姉妹ユニット。姉のCoco海里がメンバー兼プロデューサーを務めるセルフプロデュースのアイドルグループである。
2017年12月に発売された1stシングル「ふたり眠るまで」からは生歌を重視し実の姉妹ならではの息の合ったハモりを売りにするリアル姉妹デュオを名乗るようになった。
台湾での人気が非常に高く台湾の有名雑誌「FHM」の2018年9月号でのグラビアに掲載されたこともある。

## Dear L manaの略歴

### 2016年
- 11月5日 赤坂BLITZにてデビュー。

### 2017年
- 8月16日 渋谷asiaにて1stワンマンライブ開催。
- 12月26日 1stシングル「ふたり眠るまで」が発売。オリコン総合ランキングにてデイリー3位、ウィークリー12位、インディーズランキング1位[7]。

### 2018年
- 1月15日 新宿ReNYにて2ndワンマンライブ開催。
- 3月4日 台湾杰克音樂にて初の海外ワンマンライブを開催。
- 6月18日 赤坂BLITZにて3rdワンマンライブcomienzo開催。

### 2019年
- 2月23日 鶴舞DAYTRIPにて「Gracias〜ファミリアに届ける最初で最後のアジアツアー〜」名古屋公演開催。
- 3月17日 杰克音樂にて「Gracias〜ファミリアに届ける最初で最後のアジアツアー〜」台湾公演開催。
- 4月13日 新宿ReNYでの「Gracias〜ファミリアに届ける最初で最後のアジアツアー〜」FINALをもって解散。

## Dear L manaの楽曲
| 発表順 | 発表日         | 曲名               | 作曲       | 作詞              | 編曲       | 備考       |
| ------ | -------------- | ------------------ | ---------- | ----------------- | ---------- | ---------- |
| 1st    | 2016年11月5日  | 未来航路           | TAMATE BOX | TAMATE BOX        | TAMATE BOX | デビュー曲 |
| 2nd    | 2016年11月19日 | promise            |            |                   |            |            |
| 3rd    | 2017年1月24日  | LoveYou            | 宮川麿     | Ken               | 宮川麿     |            |
| 4th    | 2017年3月9日   | Everyday 君が好き  | 宮川麿     | Ken               | 宮川麿     |            |
| 5th    | 2017年5月30日  | inside my heart    | 宮川麿     | Ken               | 宮川麿     |            |
| 6th    | 2017年8月8日   | ふたり眠るまで     | 宮川麿     | 吉澤詩織          | 宮川麿     |            |
| 7th    | 2017年8月16日  | ふたりはエルマーナ | お湯たま   | 新良エツ子        | お湯たま   |            |
| 8th    | 2017年11月28日 | Dear my tears      | 宮川麿     | 吉澤詩織          | 宮川麿     |            |
| 9th    | 2018年3月19日  | Distance           | 宮川麿     | Coco海里&吉澤詩織 | 宮川麿     |            |
| 10th   | 2018年4月10日  | 流星               |            |                   |            |            |
| 11th   | 2018年5月9日   | ユメノレイル       | 宮川麿     | 吉澤詩織          | 宮川麿     |            |
| 12th   | 2018年5月26日  | キミのとなり       | 宮川麿     | 吉澤詩織          | 宮川麿     |            |
| 13th   | 2018年7月29日  | 群青シンドローム   |            |                   |            |            |
| 14th   | 2018年11月24日 | SHIROTAE           | 宮川麿     | Coco海里          | 宮川麿     |            |

## Dear L manaのディスコグラフィ

### シングル
|     | リリース       | タイトル       | 規格   | 販売生産番号      | 収録曲 | 備考       |
| --- | -------------- | -------------- | ------ | ----------------- | --- | ---------- |
| 1st | 2017年12月26日 | ふたり眠るまで | 12cmCD | JH-0031（A-Type） | 1.ふたり眠るまで 2.Love you 3.inside my heart 4.ふたり眠るまで-instrumental- 5.Love you -instrumental- 6.inside my heart -instrumental- | デビューCD |
| 1st | 2017年12月26日 | ふたり眠るまで | 12cmCD | JH-0032（B-Type） | 1.ふたり眠るまで 2.Love you 3.ふたり眠るまで～Coco海里ver～ 4.ふたり眠るまで -instrumental- 5.Love you -instrumental-                   | デビューCD |
| 1st | 2017年12月26日 | ふたり眠るまで | 12cmCD | JH-0033（C-Type） | 1.ふたり眠るまで 2.Love you 3.ふたり眠るまで～胡桃奈々ver～ 4.ふたり眠るまで -instrumental- 5.Love you -instrumental-                   | デビューCD |